# Place de la Paix (Prague)
Pour les articles homonymes, voir Place de la Paix.
La place de la Paix (Náměstí Míru en tchèque) est une place dans le quartier Vinohrady à Prague 2 en Tchéquie.

## Description
La place est au centre du quartier. Une grosse partie n'est pas ouverte aux voitures, mais est aménagée sous forme de jardin public. Au milieu de la place se trouve l'Église Sainte-Ludmila, dont le nom est un hommage à Ludmila de Bohême. Outre l'accès au quartier populaire de Žižkov, la place est à proximité de plusieurs lieux importants, dont le théâtre de Vinohrady, le centre social et culturel Maison nationale de Vinohrady et plusieurs immeubles de bureaux. Le monument en hommage à Josef Čapek et Karel Čapek se trouve également sur la place.
La place de la Paix est desservie par les lignes du tramway de Prague 4, 10, 16 et 22. À 53 m. en contrebas de la place est située la station de métro éponyme où circule la ligne A.